# Harald Andersén
Harald Andersén   (Hèlsinki, 4 d'abril de 1919 - Hèlsinki, 28 de maig de 2001) Harald Fridolf Andersén va ser un director de cor finlandès, compositor i reformador i desenvolupador de la música coral finlandesa.

## Biografia
Harald Andersén es va llicenciar en economia a la Universitat d'Economia de llengua sueca de Hèlsinki el 1939 i després va estudiar a l'Acadèmia Sibelius fins al 1946. Per donar suport a l'ensenyament de la direcció coral que va començar allà el 1955, va fundar el cor de cambra "Cantemus" el 1958. Andersén també va exercir temporalment com a director artístic de "Cantores Minores" l'any 1959.
Andersén va cridar l'atenció dels cercles musicals als anys 50 després d'aconseguir que el "Chorus Sanctae Ceciliae" cantés un nou tipus de repertori d'una manera sense precedents. Andersén va ensenyar no només a l'Acadèmia Sibelius, sinó també a l'Escola Klemetti i a l'Institut Martin Wegelius. Sota el lideratge d'Andersén, el Cor de Cambra del Klemetti College va començar les seves activitats el 1959 i el Cor de Cambra de Radio el 1962.
El 1966, Andersén va rebre la insígnia d'honor de Pro Finlandia. També va rebre el doctorat honoris causa en teologia el 1974, el premi estatal de música el 1976 i el títol de professor el 1978. El concurs internacional de cors de cambra Harald Andersén que s'organitza cada tres anys porta el seu nom.
El lloc de descans final d'Andersén és al cementiri de Kulosaari a Hèlsinki.